# Pinacle (geologia)

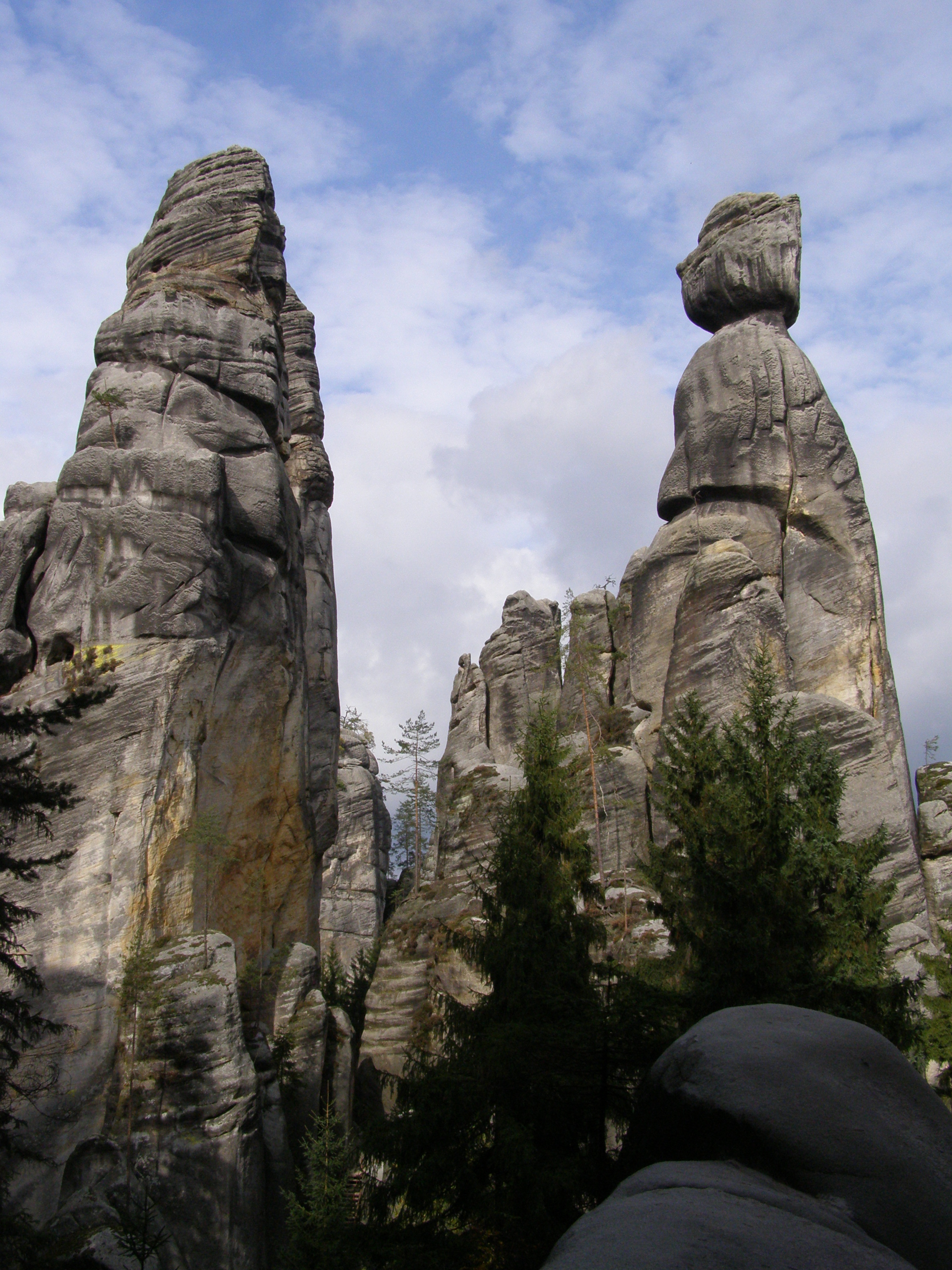
Torres de roca a Roques Adrspašské

En geomorfologia, un pinacle, torre de roca, agulla o torre natural (alemany: Felsnadel, Felsturm o Felszinne ) és una columna individual de roca, aïllada d'altres roques o grups de roques, en forma d'un eix vertical o agulla. és una forma geomorfològica natural i una forma de denudació estructural del relleu. Es tracta de una columna o prisma aïllada, alta i sovint també esvelta, que recorda una torre en la seva forma. Un tipus específic de torre de roca és l'agulla de roca.

## Formació

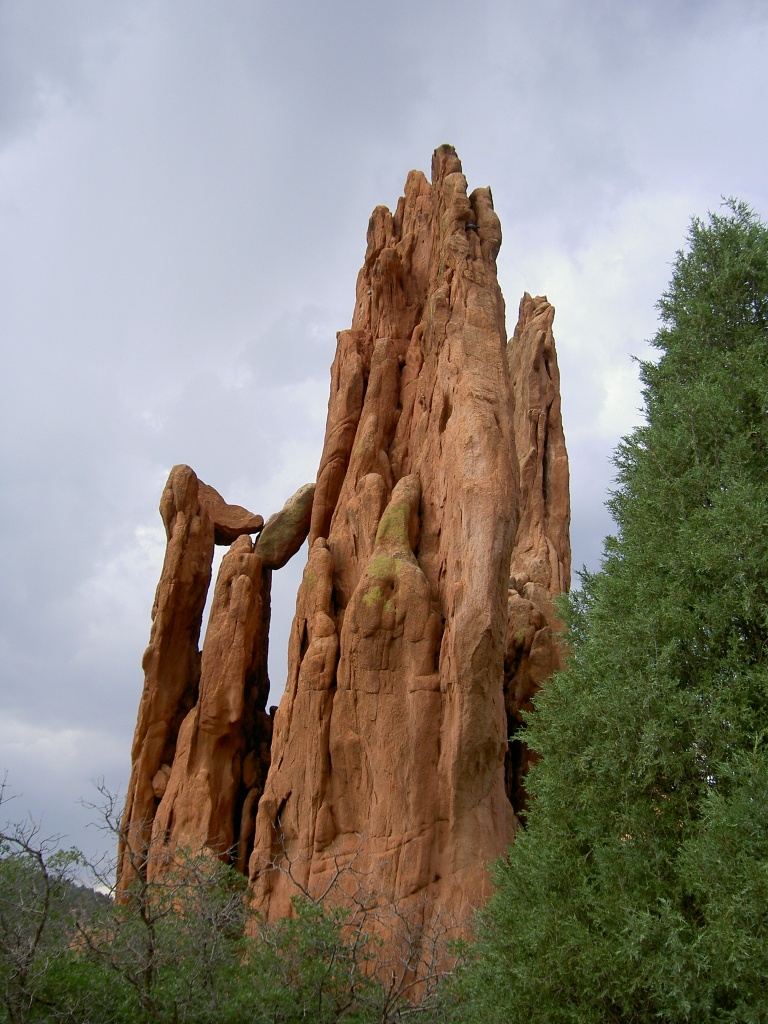
Torre de Babel al Jardí dels Déus (Colorado Springs, EUA)

Els pinacles es van crear com a conseqüència de l'erosió mecànica, és a dir, el trencament i la destrucció graduals d'un altiplà pla o d'una carena rocosa. La seva forma és el resultat de la meteorització mecànica i de l'actitud de la roca, o de l'enfonsament del talús. A la costa del mar, les torres de roca es creen per abrasió i aïllament de les parts més resistents de la costa desgastada i abrasada (cingle).

## Distribució
Els pinacles es troben a diverses parts del món. Es troben a les vores de les altes muntanyes i altiplans tabulars, com les buttes de les regions àrides, o a les costes rocoses molt alterades. No obstant això, es troben més sovint a la zona de les ciutats de roca arenisca.
Alguns exemples són els cims de l'Aiguille du Midi al massís del Mont Blanc a França, el Barbarine de gairebé 43 metres d'alçada al costat sud del turó de Pfaffenstein prop de Königstein a Alemanya, o el Bischofsmütze, el Drei Zinnen i les Torres Vajolet a les Dolomites, que són riques en aquestes torres. Una àrea de formacions calcàries dins del Parc Nacional de Nambung, prop de la ciutat de Cervantes, Austràlia Occidental, es coneix com The Pinnacles .

## Galeria

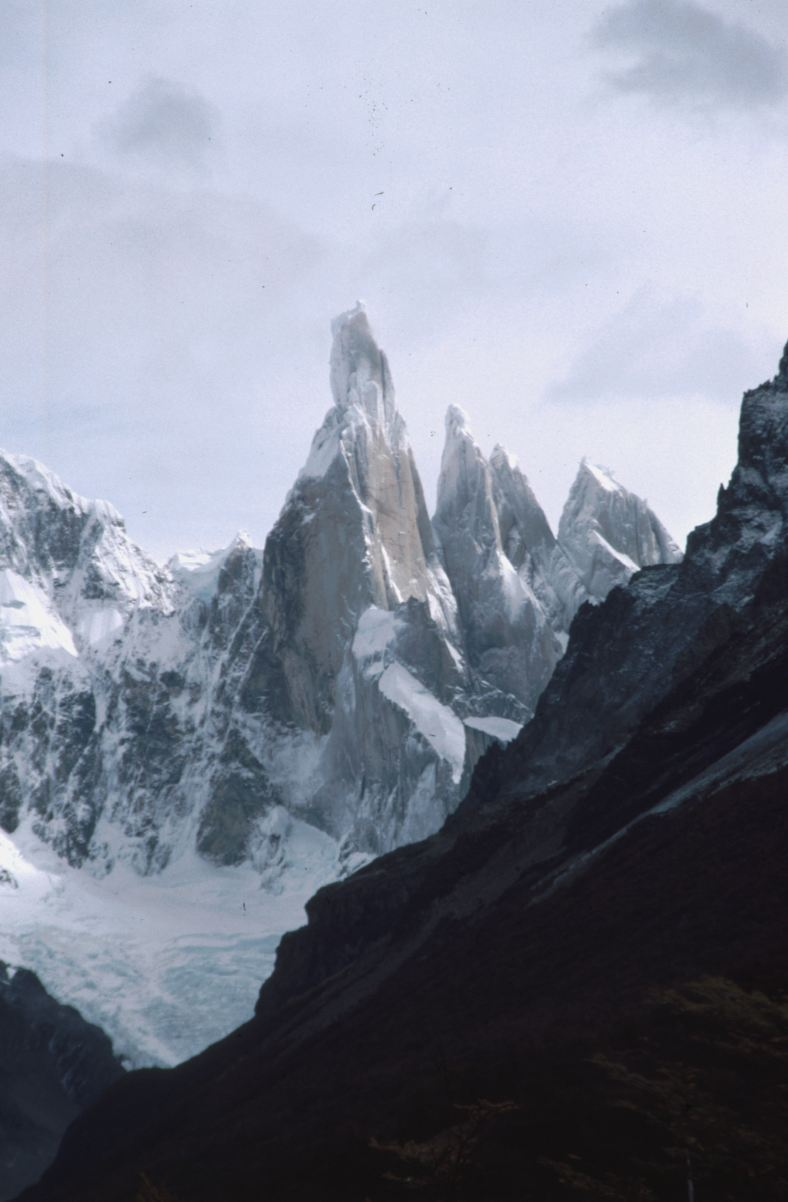
Cerro Torre 3.133 m (flanc sud ~2.150 m), Patagònia, Argentina/Xile
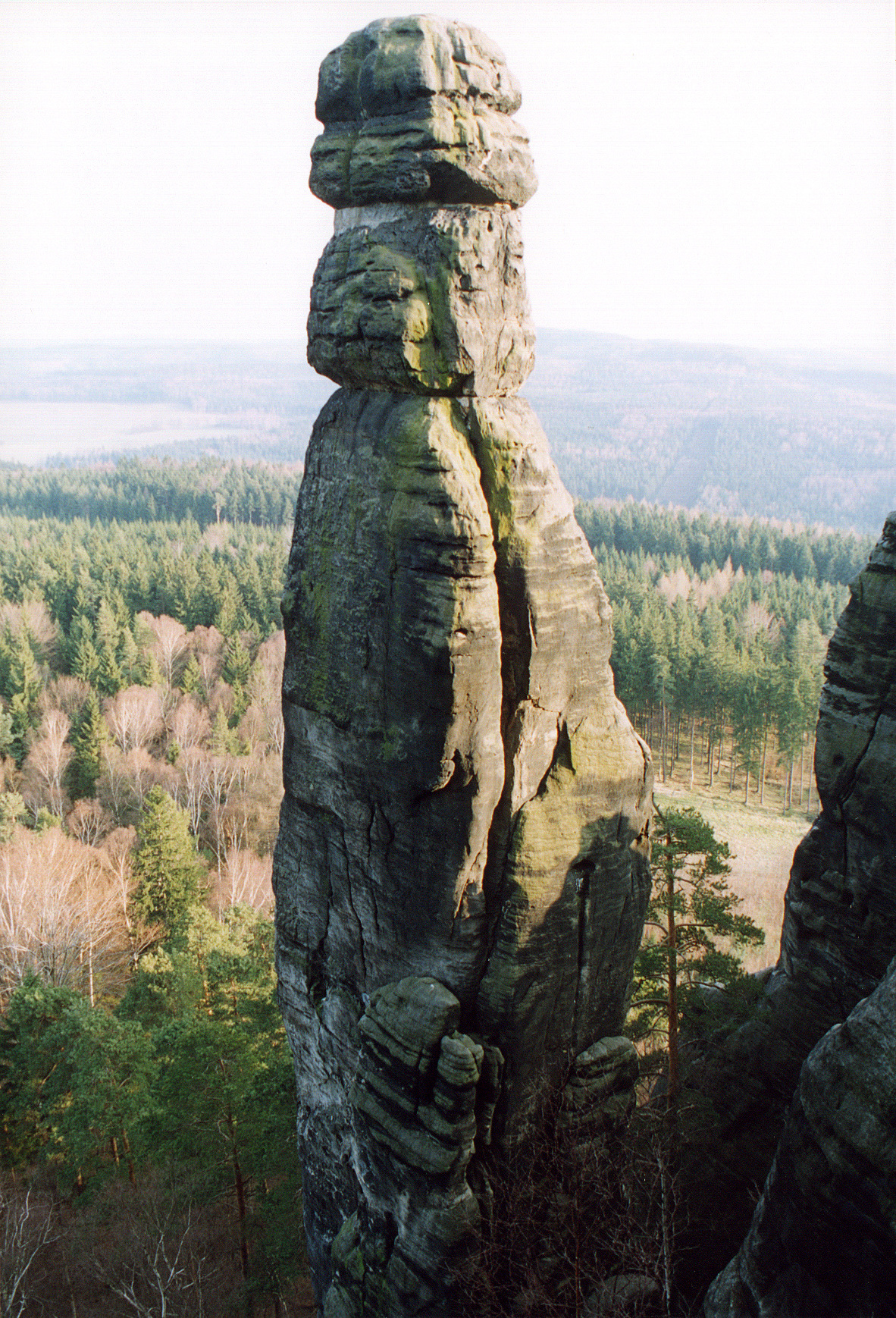
La Barbarina (43 m d'alçada), Suïssa saxona, Alemanya
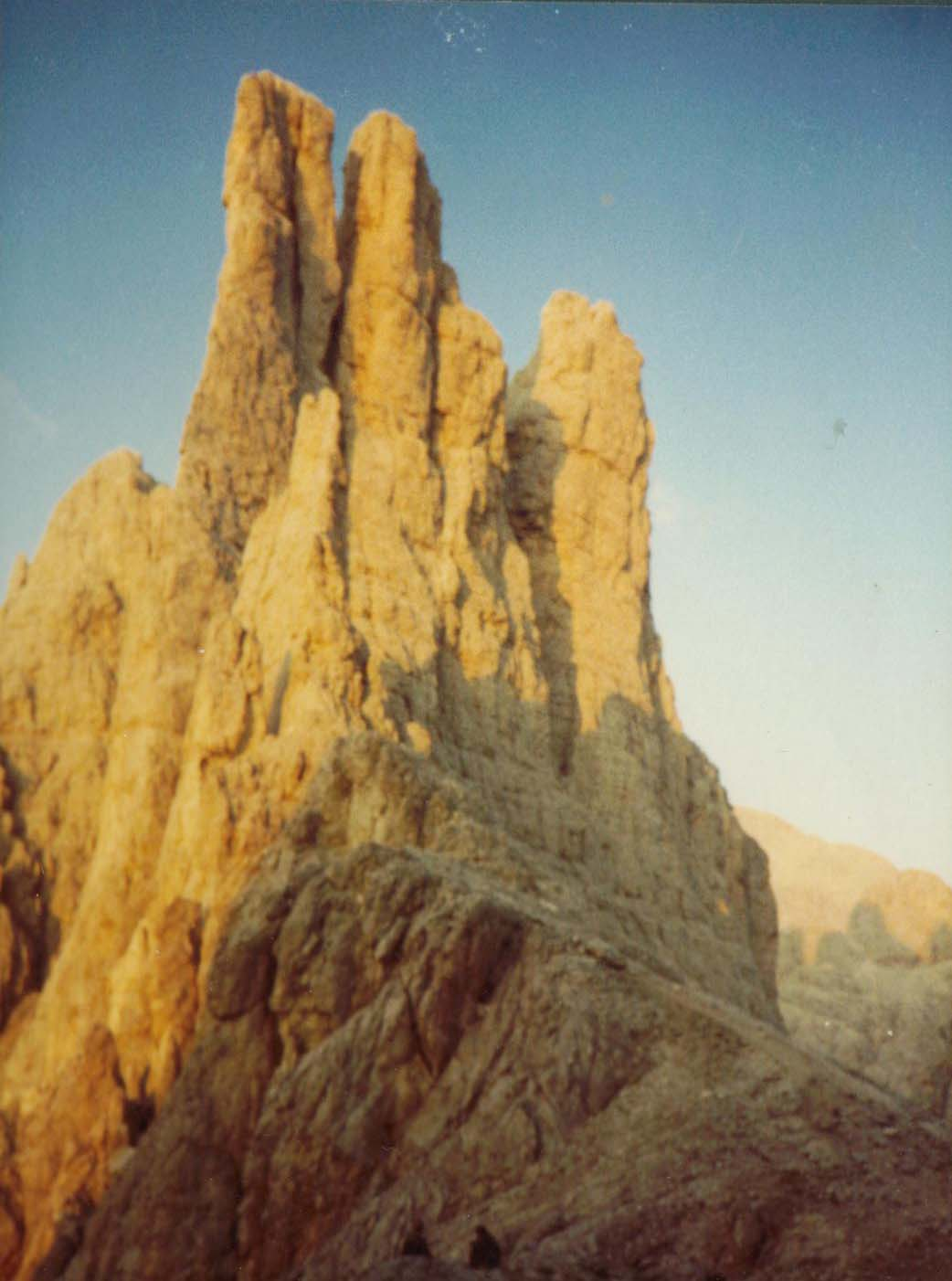
Les Torres Vajolet 2.790 m (torre principal de 120 m d'alçada), Tirol del Sud, Itàlia
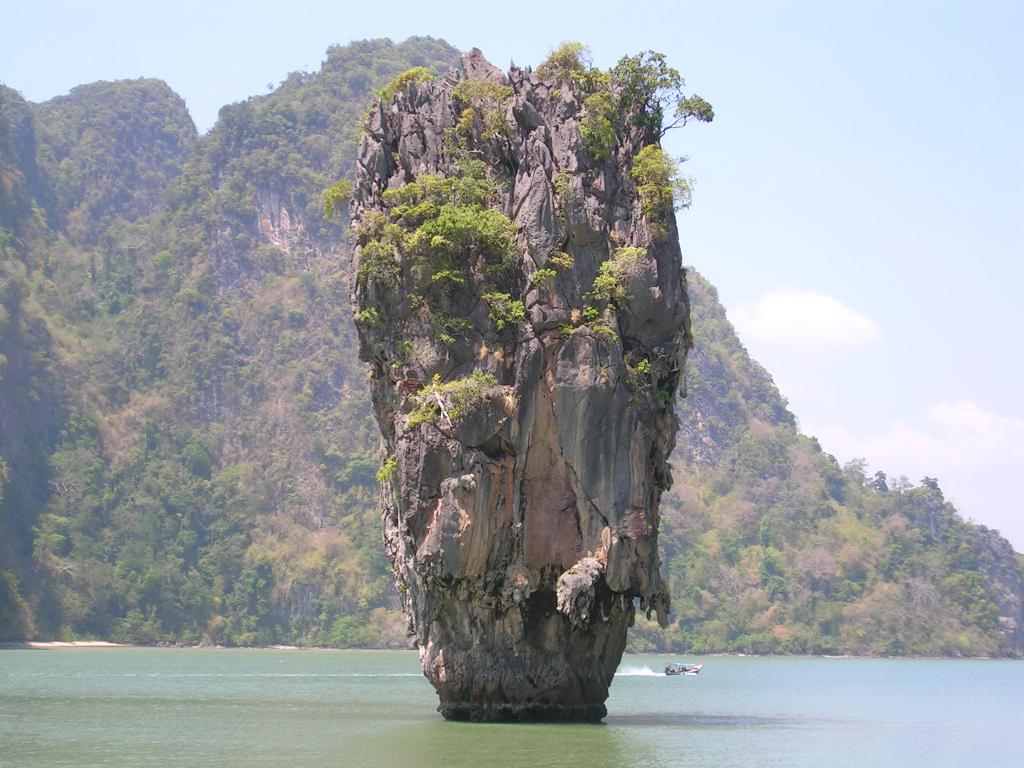
Khao Ta Pu (coneguda com a illa James Bond) davant Khao Phing Kan, Tailàndia
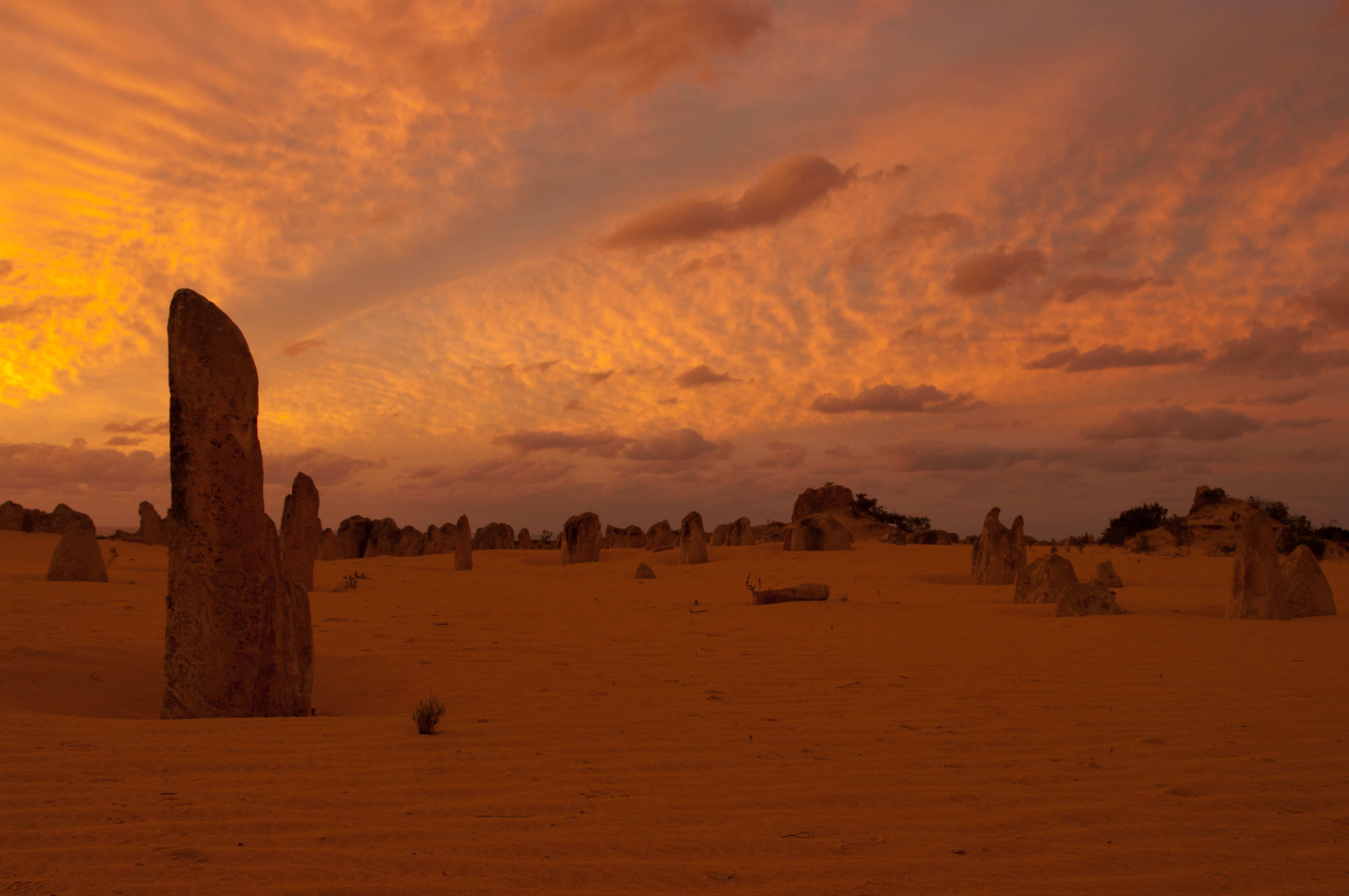
The Pinnacles, Parc Nacional de Nambung, Austràlia Occidental
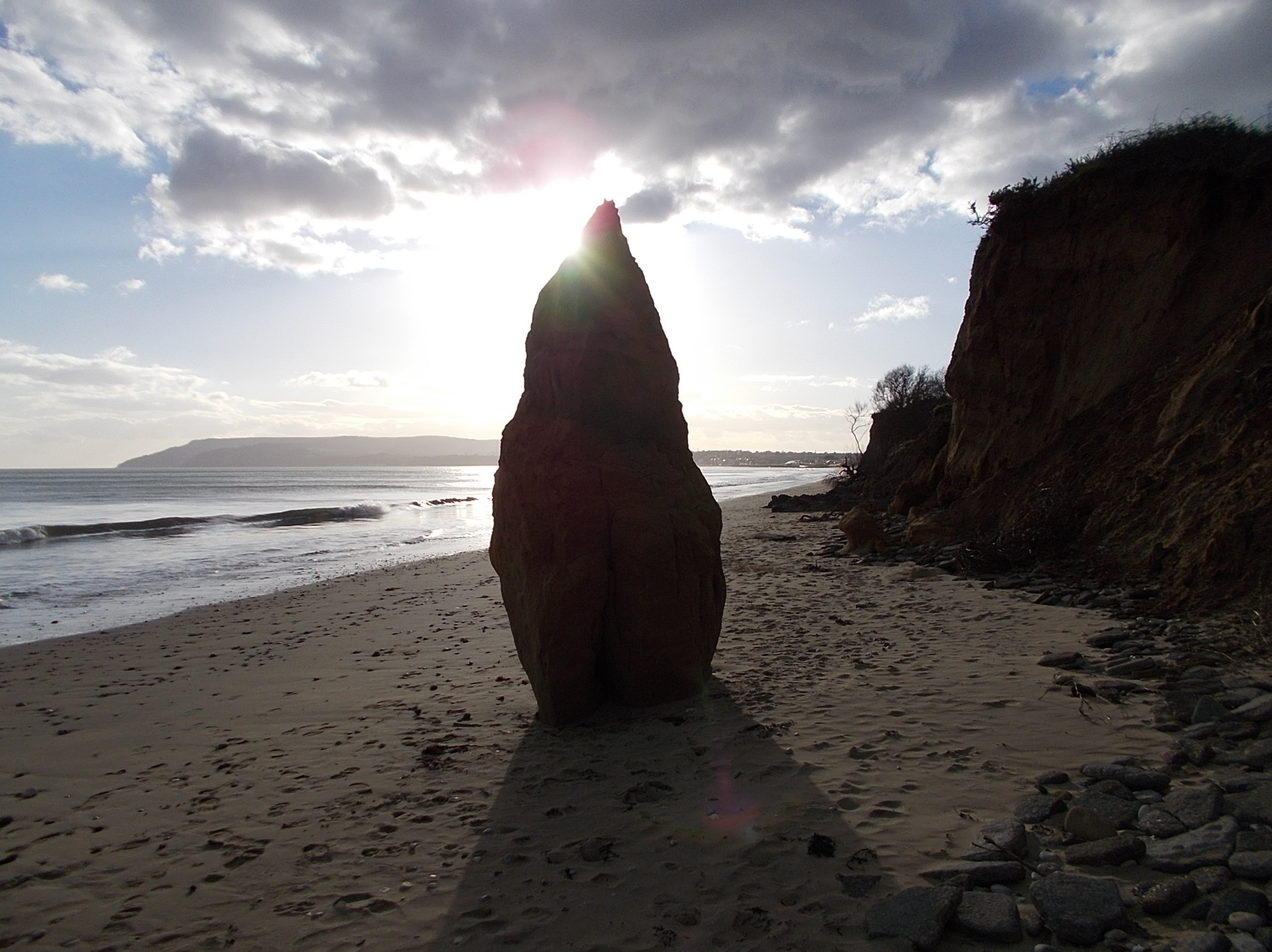
Petit pinacle de roca de gres a Yaverland, Illa de Wight, Regne Unit, format com a resultat de l'erosió dels penya-segats
Top of the Rock Golf Course Limestone Pinnacles (excavat a una profunditat de 60 m en àrees), Branson, Missouri, Estats Units
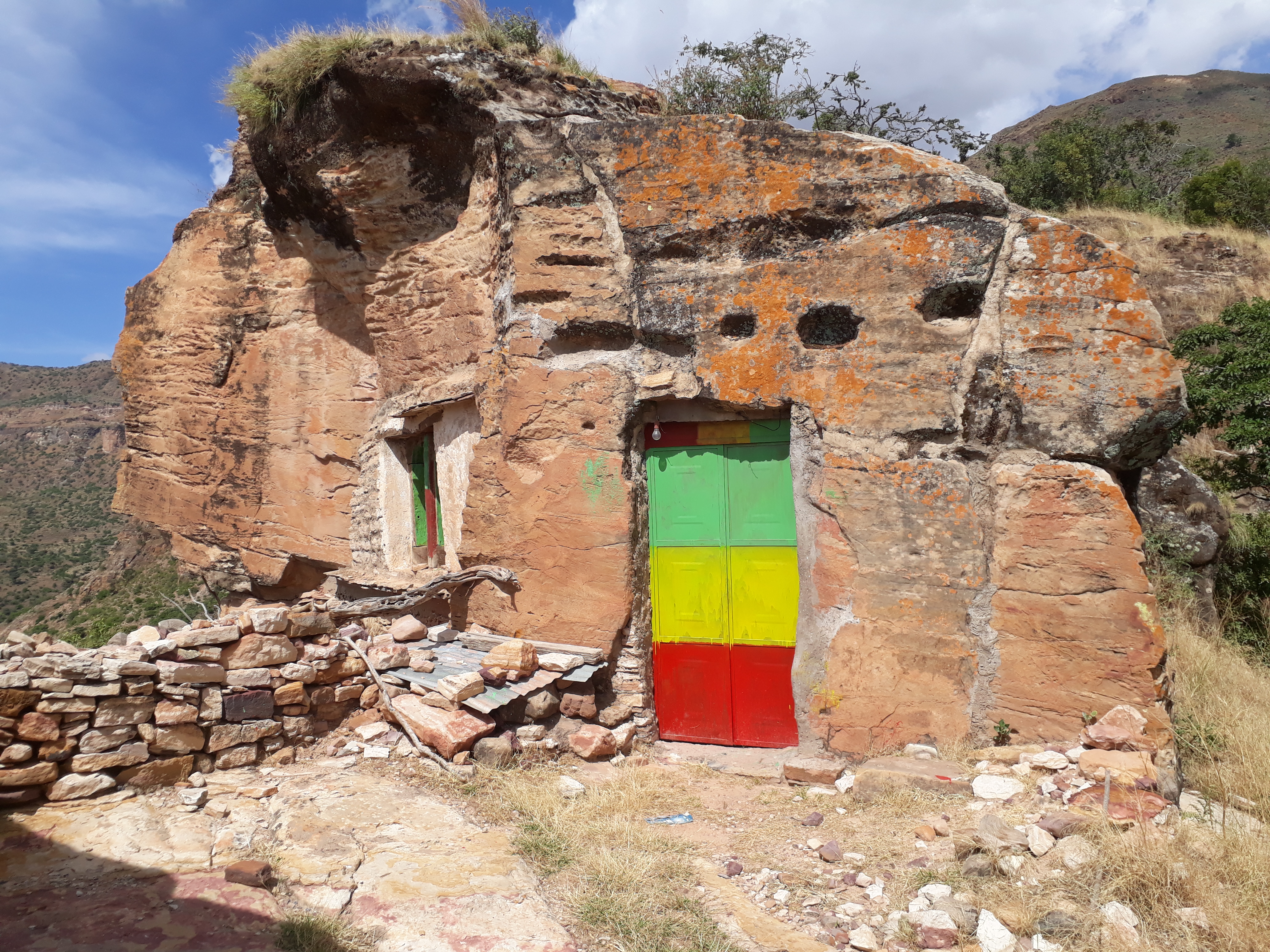
Església de roca de Debre Sema'it al cim d'un pinacle a Etiòpia